# Frimurarhuset, Jönköping
Frimurarhuset är en tvåvånings tegelbyggnad från 1885-1886 vid Norra Strandgatan på Öster i Jönköping.
Frimurarhuset uppfördes 1885–1886 som Östra elementarläroverket för att inrymma Jönköpings elementarskola för flickor. Skolan invigdes 1887. Efter det att stadens flickskolor kommunaliserats 1935, användes den som det ena av de två skolhusen på olika platser för Kommunala flickskolan i Jönköping fram till 1940, då Kommunala flickskolan flyttade in i nybyggda skolhus vid Gjuterigatan på Väster.
Tekniska gymnasiet i Jönköping, som öppnade 1949, hade sina lokaler i byggnaden från 1949 och in på 1960-talet, då den flyttade in i nybyggda lokaler vid Föreningsgatan, på platsen där Jönköping Östra station tidigare låg. Skolan omdöptes 1970 till Erik Dahlbergsgymnasiet. 
Byggnaden har senare köpts av Frimurarsamfälligheten i Jönköping och används bland annat som serveringslokal för uthyrning.